# 新・世界樹の迷宮 ミレニアムの少女
『新・世界樹の迷宮 ミレニアムの少女』（しん・せかいじゅのめいきゅう ミレニアムのしょうじょ）は、アトラスから2013年6月27日に発売されたニンテンドー3DS用ゲームソフト。

## 概要
3Dのダンジョンに潜り、タッチペンでの地図の作成や敵との戦闘などを行うRPG『世界樹の迷宮シリーズ』の1つ。本作はシリーズ第1作『世界樹の迷宮』のリメイクであり、舞台は原作と同じエトリアの街。
これまでのシリーズのプレイヤーキャラクターを「キャラクターメイキング」により自分で設定できるというシステムは本作品でも存在するが、本作品では予め用意された主人公や仲間キャラクターによる「ストーリーモード」が搭載されている。これは演出面やシナリオ面の強化で間口を広げ、これまでシリーズに興味を持たなかった層に目を向けてもらおうという意図による。この制作方針の一環として、シリーズで初となるキャラクターボイスが採用されている。

## システム
シリーズ共通のシステムについては世界樹の迷宮シリーズを参照。

### グリモア
世界樹の迷宮III以降に存在した「サブクラス」の代替にあたるシステム。スキルが封じられた宝石「グリモア」を装備することで、そのスキルを使用できる。
グリモアは戦闘中にランダムで発生する「グリモアチャンス」により入手できる他、迷宮内の宝箱や、他プレイヤーとのギルドカード交換で入手することもできる。戦闘での入手の場合、グリモアチャンスのターンに敵が使用したスキルを入手できることもあるため、本作では他の職業のスキルだけでなく敵のスキルも組み合わせた幅広い戦術をとることができる。ただしグリモアの変更は街でしか行えない。また入手がランダムであるため、サブクラスと比較すると目的のスキルを習得しにくい。

### 探索準備
世界樹の迷宮IVに存在した料理の代替となるシステム。ギルドハウスで「戦闘中HPを徐々に回復する」などの効果を1つ選択し、次に迷宮に入ってから脱出するまでの間、その効果を得ることができる。探索準備の種類はクエストを達成するごとに増える。

### フロアジャンプ
新登場のシステム。迷宮内で、地図をほぼ完成させたフロアでは階段アイコンの色が黄色くなり、階段アイコンをタッチすることで階段までワープできる。

### 職業
クラシックモードでは『世界樹の迷宮#職業』に登場する全ての職業が最初から作成可能となっている。ストーリーモード限定の職業である「ハイランダー」および「ガンナー」は新規作成することはできず、一度ストーリーモードをクリアした後の引継ぎプレイ時のみ転職することが可能になる。
初期のレベル上限は原作と同じ70であるが、条件を満たすことでレベル99まで上げることができる。
ギルドで行える操作のうち、スキルポイントの振り直しを行う「休養」は実行時のレベル低下が2と少なくなっている。「引退」は従来通りであるが、ストーリーモードのキャラの場合は引退せず本人が帰ってくる「修行」に置き換わる。
新たに追加された「転職」は、キャラクターの外見および能力値は元の職業のままで、習得スキルのみ別の職業に置き換えることができる。転職を行う際は、引退と同様にレベルが半減し、能力値やスキルポイントのボーナスが発生する。

## ストーリー
クラシックモードは世界樹の迷宮#ストーリーを参照。ここでは新たに追加されたストーリーモードの内容について記載する。
世界樹の迷宮の発見により、訪れる冒険者で賑わう街「エトリア」。近年、エトリアは度重なる地震や謎の怪音に悩まされており、その原因調査をハイランド地方に住む腕利きの部族「ハイランダー」に依頼する。部族の長老からこの任に就くことを命じられた主人公が、怪異の発生源と思しき遺跡「グラズヘイム」へ赴いたところ、遺跡にあった古代文明の装置から一人の少女が目覚める。彼女の失われた記憶に怪異の謎を解く鍵があると踏んだ主人公は、同じくグラズヘイムの調査に来ていた「ミズガルズ図書館」の3人とチームを組み、本格的な調査に乗り出す。その謎は、世界樹の迷宮の成り立ちとも密接に関わっていた…。

## 登場人物

### 主要人物
主人公
声 - 鳥海浩輔
本作の主人公。職業はハイランダー。執政院の依頼を受けてエトリアに派遣された。
フレドリカ・アーヴィング / リッキィ
声 - 伊瀬茉莉也
謎の遺跡・グラズヘイムで出会った記憶喪失の少女。職業はガンナー。今より文明が進んでいたが環境汚染が深刻であった時代、汚染された大地を浄化する「世界樹計画」に関わったメンバーの一人。
汚染を溜め込んだ世界樹自体が怪物化し災厄となることが予見されていたため、災厄を討つ兵器であるグラズヘイムの担い手として災厄が目覚める時まで冷凍装置で眠りについていた。
サイモン・ヨーク
声 - 小野大輔
遺跡で出会ったミズガルズ図書館調査隊。職業はメディック。アーサーとは幼なじみ。
故郷にはエトリアのものとは別の世界樹が存在しており、ある日突如として滅びた過去を持つ。その根本原因を知るために、グラズヘイムの謎の究明には人一倍意欲的。冷静で思慮深い性格。
ラクーナ・シェルドン
声 - 伊藤静
遺跡で出会ったミズガルズ図書館調査隊。職業はパラディン。エトリアの北東にあるオンタリオ出身。酒と美味しいものをこよなく愛する。
アーサー・チャールズ
声 - 豊永利行
遺跡で出会ったミズガルズ図書館調査隊。職業はアルケミスト。サイモンとは幼なじみで同じ身の上であるが、性格は楽天的。

### 主要人物の関係者
ローザ
声 - 茅野愛衣
シェルドン家に仕えるメイド。娘を心配したラクーナの父によってエトリアに派遣された。祖母に習ったコーディアルでパーティーを助ける。
オースティン
声 - 鶴岡聡
探偵を生業とする男。変装が出来る。元軍医の相棒がいるらしい。宿敵と言える犯罪者が隠した品物を探す依頼を受けてエトリアにやってきた。とある事情でギルドハウスに身を寄せる事になる。自身の体験談でパーティーを助ける。
続編では彼の活躍を描いた小説が発売されていることが話題に上がる。
シララ
声 - 藤田咲
世界樹の迷宮で暮らしていたモリビト。ある理由でギルドハウスに匿われることになる。

### その他の人物
世界樹の迷宮#登場人物も参照。
各施設の住人は名前が表示されるようになった。戦闘不能は宿で回復できるようになったため、原作における戦闘不能の回復施設であったケフト施薬院は消滅している。
アレイ
声 - 宮田幸季
長鳴鶏の宿の受付。
シリカ
声 - 斎藤千和
シリカ商店の主人。
サクヤ
声 - 大原さやか
金鹿の酒場の女将。
ガンリュウ
声 - 黒田崇矢
冒険者ギルドのギルド長。
オレルス
声 - 川原慶久
執政院ラーダの職員。
レン
声 - 平田宏美
女ブシドー。ツスクルとパーティーを組むエトリア屈指の冒険者。執政院ラーダの信任が厚い。
ストーリーモード序盤では彼女らと共闘することができる。
ツスクル
声 - 阿澄佳奈
女カースメーカー。レンとパーティーを組むエトリア屈指の冒険者。執政院ラーダの信任が厚い。
ヴィズル
声 - 中田譲治
執政院ラーダの長。エトリアの民・部下からの信頼の厚い人物。
かつて世界樹計画に関わった研究者の一人で、世界樹の中心核を取り込み不死の存在となっている。
災厄の誕生を危惧し、世界樹を枯らす「ユグドラウィルス」を開発するが、自身の消滅を拒否する世界樹によって自我を侵食され、世界樹の真実に近付くものを抹殺する怪物と成り果てていた。
M.I.K.E / マイク
声 - 大川透
グラズヘイムのコンピュータを統括するAI。フレドリカとは親友のような間柄であり、彼女の父親が開発した災厄を殲滅する兵器グングニルを運用できることを誇りとしている。
しかし、エトリアやグラズヘイムそのものも巻き込むグングニルの使用をフレドリカに拒否され、存在意義を否定された彼は単独でグングニルの発動を強行しようとする。

### ボス
彷徨いし駱駝
経年劣化で崩壊したグラズヘイムに住み着いた野生の魔物。
これを始めとしたグラズヘイムに出現する敵は、ストーリーモードでしか戦うことができない。また樹海のボスと異なり、一度倒すと復活しない。
血塗られた隻腕
スノードリフト
クァール
経年劣化で崩壊したグラズヘイムに住み着いた野生の魔物。
ケルヌンノス
クイーンビー
経年劣化で崩壊したグラズヘイムに住み着いた野生の魔物。
クイーンアント
コロトラングル
グアンナ
経年劣化で崩壊したグラズヘイムに住み着いた野生の魔物。
イワォロペネレプ
ギムレー
M.I.K.Eが遠隔操縦することができる、戦車型の兵器。
グングニル発動を拒否したフレドリカを拘束するべく起動された。
氷の剣士レン
呪い師ツスクル
世界樹の王
M.I.K.E
グングニルの発動を強行しようとしたM.I.K.Eが本体のコンピューターを守るために配備した戦闘用ボディ。
グングニルの発動時間が迫る中での戦いとなり、施設に侵入してから彼を撃破するまでに50ターン経過するとゲームオーバーとなる。
フォレスト・セル
汚染を溜め込んだ世界樹の核が変化した「災厄」。
いずれは糧となる汚染を求めて地上へ這い出し、地上を破壊しつくすと言われている。
ストーリーモード最終戦のみ、ユグドラウィルスによって弱体化させた状態で戦うことができる。
ワイバーン
アルルーナ
マンティコア
クイーンアント
偉大なる赤竜
氷嵐の支配者
雷鳴と共に現る者
炎竜クローン
氷竜クローン
雷竜クローン

## スタッフ
- プロデューサー＆ディレクター - 小森成雄
- キャラクターデザイン - 日向悠二
- モンスターデザイン - 長澤真
- サウンド - 古代祐三

## 漫画（Web連載）
『ファミ通コミッククリア』（KADOKAWA エンターブレイン）で連載。作画は木村明広。

## 備考
- 本作品が日本で発売されたのと同じ日、当時アトラスブランドを保有していたインデックスは民事再生法の適用を申請している。